# Kang Song-san
Kang Song-san, född 3 mars 1931, död 25 juni 2000, var en nordkoreansk politiker och Nordkoreas premiärminister 1984 till 1986 samt 1992 till 1997 då han ersattes på grund av hälsoskäl. Kang Song-san gjorde sitt senaste offentliga framträdande 1996 och eftersom han anses stå nära den avhoppade Hwang Jang-yop har det spekulerats i huruvida han blivit föremål för en utrensning.